# Чирп-маса
Чирп-маса (англ. chirp mass) компактної подвійної системи визначає провідний порядок орбітальної еволюції системи в результаті втрати енергії від випромінювання гравітаційних хвиль. Оскільки частота гравітаційної хвилі визначається орбітальною частотою, чирп-маса також визначає еволюцію частоти сигналу гравітаційної хвилі, що випромінюється протягом розпаду орбіти подвійної системи. При аналізі даних гравітаційних хвиль легше виміряти чирп-масу, ніж маси двох компонентів окремо. Англійський оригінал терміна походить від слова chirp, яке позначає щебетання, але також використовується для опису останньої стадії злиття чорних дір в подвійній системі, коли частота гравітаційної хвилі різко збільшується.

## Визначення з мас компонентів
Система з двох тіл з масами {\displaystyle m_{1}} і {\displaystyle m_{2}} має чирп-масу
{\displaystyle {\mathcal {M}}={\frac {(m_{1}m_{2})^{3/5}}{(m_{1}+m_{2})^{1/5}}}}
Чирп-маса також може бути виражена через загальну масу системи {\displaystyle M=m_{1}+m_{2}} та інші загальні параметри маси:
- зведена маса {\displaystyle \mu ={\frac {m_{1}m_{2}}{m_{1}+m_{2}}}}:
{\displaystyle {\mathcal {M}}=\mu ^{3/5}M^{2/5},}
- відношення мас {\displaystyle q=m_{1}/m_{2}}:
{\displaystyle {\mathcal {M}}=\left[{\frac {q}{(1+q)^{2}}}\right]^{3/5}M,} або
- симетричне відношення мас {\displaystyle \eta ={\frac {m_{1}m_{2}}{(m_{1}+m_{2})^{2}}}={\frac {\mu }{M}}={\frac {q}{(1+q)^{2}}}=\left({\frac {m_{\rm {geo}}}{M}}\right)^{2}} :
{\displaystyle {\mathcal {M}}=\eta ^{3/5}M.}
Симетричне відношення мас досягає максимального значення {\displaystyle \eta ={\frac {1}{4}}}, коли {\displaystyle m_{1}=m_{2}}, і, таким чином {\displaystyle {\mathcal {M}}=(1/4)^{3/5}M\approx 0.435\,M.}
- середнє геометричне мас компонентів {\displaystyle m_{geo}={\sqrt {m_{1}m_{2}}}}:
{\displaystyle {\mathcal {M}}=m_{\rm {geo}}\left({\frac {m_{\rm {geo}}}{M}}\right)^{1/5},}
Якщо маси двох компонентів приблизно однакові, то останній множник близький до {\displaystyle (1/2)^{1/5}=0.871,} так що {\displaystyle {\mathcal {M}}\approx 0.871\,m_{\rm {geo}}}. Цей множник зменшується для різних мас компонентів, але досить повільно. Наприклад, для відношення мас 3:1 він стає рівним {\displaystyle {\mathcal {M}}=0.846\,m_{\rm {geo}}}, тоді як для відношення мас 10:1 — {\displaystyle {\mathcal {M}}=0.779\,m_{\rm {geo}}.}

## Орбітальна еволюція
У загальній теорії відносності еволюцію орбіти подвійної системи можна обчислити за допомогою постньютонівського наближення — розкладу в ряд за ступенями орбітальної швидкості {\displaystyle v/c}. Еволюція головної частоти гравітаційної хвилі {\displaystyle f} описується диференціальним рівнянням

| {\displaystyle {\mathcal {M}}={\frac {c^{3}}{G}}\left({\frac {5}{96}}\pi ^{-8/3}f^{-11/3}{\dot {f}}\right)^{3/5}} | \| \| \| \| \| \| \| \| | (1) |
| |                         |     |
| |                         |     |
де {\displaystyle c} — швидкість світла, а {\displaystyle G} — гравітаційна стала.

Якщо можна одночасно виміряти частоту {\displaystyle f} і похідну частоти {\displaystyle {\dot {f}}} гравітаційної хвилі, то можна визначити чирп-масу. 

| {\displaystyle {\mathcal {M}}={\frac {c^{3}}{G}}\left({\frac {5}{96}}\pi ^{-8/3}f^{-11/3}{\dot {f}}\right)^{3/5}} | \| \| \| \| \| \| \| \| | (1) |
| |                         |     |
| |                         |     |
Щоб визначити маси окремих компонентів у системі, необхідно додатково виміряти члени вищого порядку в постньютонівському розкладі.

## Виродження між масою і червоним зміщенням
Одним з обмежень чирп-маси є те, що на неї впливає червоне зміщення: те, що насправді виражається зі спостережуваної форми гравітаційної хвилі, є добутком
{\displaystyle {\mathcal {M}}_{o}={\mathcal {M}}(1+z)}
де {\displaystyle z} — червоне зміщення. Ця червонозміщена чирп-маса більша, ніж істинна чирп-маса, і її можна перетворити істинну чирп-масу лише шляхом визначення червоного зміщення {\displaystyle z}.
Зазвичай це вирішується використанням спостережуваної амплітуди для визначення чирп-маси, поділеної на відстань, і розв'язання обох рівнянь за допомогою закону Габбла для обчислення співвідношення між відстанню та червоним зміщенням.